# Nina Sundberg
Nina Sundberg (* 5. Januar 1965, verheiratete Nina Koho) ist eine finnische Badmintonspielerin. 

## Karriere
Nina Koho nahm 1989, 1991 und 1993 an den Badminton-Weltmeisterschaften teil. In ihrer Heimat gewann sie neun nationale Titel. 1987 siegte sie bei den Cyprus International.

## Sportliche Erfolge
| Saison | Veranstaltung                                | Disziplin   | Platz | Name                                 |
| ------ | -------------------------------------------- | ----------- | ----- | ------------------------------------ |
| 1982   | Finnland: Einzelmeisterschaften der Junioren | Dameneinzel | 1     | Nina Sundberg                        |
| 1983   | Finnland: Einzelmeisterschaften der Junioren | Dameneinzel | 1     | Nina Sundberg                        |
| 1985   | Finnland: Einzelmeisterschaften              | Damendoppel | 1     | Pia Pajunen / Nina Sundberg          |
| 1987   | Cyprus International                         | Damendoppel | 1     | Nina Sundberg / Ulrika von Pfaler    |
| 1987   | Cyprus International                         | Dameneinzel | 1     | Nina Sundberg                        |
| 1987   | Finnland: Einzelmeisterschaften              | Dameneinzel | 1     | Nina Sundberg                        |
| 1988   | Finnland: Einzelmeisterschaften              | Mixed       | 1     | Mika Heinonen / Nina Sundberg        |
| 1988   | Finnland: Einzelmeisterschaften              | Dameneinzel | 1     | Nina Sundberg                        |
| 1989   | Weltmeisterschaft                            | Damendoppel | 33    | Gloria Jiménez / Nina Sundberg       |
| 1989   | Weltmeisterschaft                            | Dameneinzel | 65    | Nina Sundberg                        |
| 1992   | Finnland: Einzelmeisterschaften              | Dameneinzel | 1     | Nina Sundberg                        |
| 1992   | Finnland: Einzelmeisterschaften              | Damendoppel | 1     | Christina von Pfaler / Nina Sundberg |
| 1993   | Finnland: Einzelmeisterschaften              | Dameneinzel | 1     | Nina Sundberg                        |
| 1994   | Finnland: Einzelmeisterschaften              | Dameneinzel | 1     | Nina Sundberg                        |
| 1994   | Finnland: Einzelmeisterschaften              | Damendoppel | 1     | Nina Sundberg / Sara Ussher          |